# گزاره (هرات)
گزاره (به لاتین: Guzara) یک منطقهٔ مسکونی در افغانستان است که در ولسوالی گذره واقع شده‌است.